# Josef Středula
Josef Středula (ur. 12 listopada 1967 w Opawie) – czeski działacz związkowy, przewodniczący Czesko-Morawskiej Konfederacji Związków Zawodowych (ČMKOS).

## Życiorys
Ukończył technikum budowy maszyn, pracował w hucie „Vítkovice”. Długoletni działacz związkowy, po aksamitnej rewolucji uczestniczył w reorganizacji dotychczasowego ruchu związkowego ROH. Był następnie wiceprzewodniczącym związku zawodowego KOVO w swoim zakładzie pracy i wiceprzewodniczącym krajowych struktur tej organizacji. W 2005 został przewodniczącym tego związku zawodowego. W 2014 wybrany na przewodniczącego największej czeskiej centrali związkowej ČMKOS, skupiającej wówczas blisko 30 związków zrzeszających około 370 tysięcy członków. Utrzymywał tę funkcję na kolejne kadencje.
W maju 2022 ogłosił swój start w wyborach prezydenckich rozpisanych na styczeń 2023. Wcześniej do kandydowania przekonywał go m.in. prezydent Miloš Zeman. Josef Středula został zarejestrowany, jednak 8 stycznia 2023 podczas debaty prezydenckiej ogłosił rezygnację ze startu, jednocześnie popierając Danuše Nerudovą.